# Karma Thinley Rinpoche
Karma Thinley Rinpoche, ཀརྨ་འཕྲིན་ལས་རིན་པོ་ཆེ་  (nacido el 25 de mayo de 1931),  es un importante maestro de las tradiciones Kagyu  Mahamudra, Sakya Lamdré  y Chod del budismo tibetano activo en Occidente y Nepal. Los tibetanos también lo consideran un erudito, poeta y artista .

## Vida
Karma Thinley Rinpoche nació en 1931 en Nangchen, en la región de Kham, actualmente parte de la provincia de Qinghai .A la edad de dos años, fue reconocido como la reencarnación de Beru Shaiyak Lama Kunrik, marcando el inicio de su destacado camino espiritual y su importante papel en la tradición budista.
Durante la década de 1950, Rinpoche emprendió peregrinaciones a lugares sagrados como Radeng, Samye, Sakya y Lhasa.Finalmente, se estableció temporalmente en el Monasterio de Tsurphu, la sede tradicional del Karmapa. Fue allí donde el 16º Karmapa reconoció a Rinpoche como un tulku de Karma Thinleypa.
Karma Thinley Rinpoche dejó el Tíbet y se trasladó a la India en 1959. Durante la década de 1960, asumió el cargo de abad tanto de la Escuela Hogareña de Jóvenes Lamas como del convento de monjas Karma Drubgyu Thargay Ling, ambos fundados por Freda Bedi en Dalhousie, Himachal Pradesh. En este entorno, fue uno de los primeros lamas tibetanos refugiados en impartir enseñanzas a estudiantes occidentales. En 1971, Rinpoche acompañó a un grupo de refugiados tibetanos reasentados en Ontario, Canadá, actuando como su Lama. Posteriormente, en 1973, estableció el centro budista Kampo Gangra Drubgyud Ling en Toronto, Ontario, consolidando su influencia en la comunidad budista canadiense.
En 1982, Karma Thinley Rinpoche tuvo la oportunidad de regresar a su tierra natal, Nangchen, por primera vez en un cuarto de siglo.   Desde entonces, ha vuelto en varias ocasiones, estableciendo un templo en Shorda, la capital del distrito de Nangchen, así como una escuela para niños nómadas en el valle de Sangshung.
En 1988, asimismo fundó el convento de monjas Tekchen Lekshay Ling en Boudhanath, Nepal, y, más adelante, un reducido centro de retiro de meditación en Pharping .
Entre sus discípulos se encuentran Lama Jampa Thaye, un maestro budista británico que ejerce como regente del dharma de Karma Thinley Rinpoche y es el fundador de la sangha Dechen, así como el Lama nepalí Rana Guru.